# Erlend Apneseth

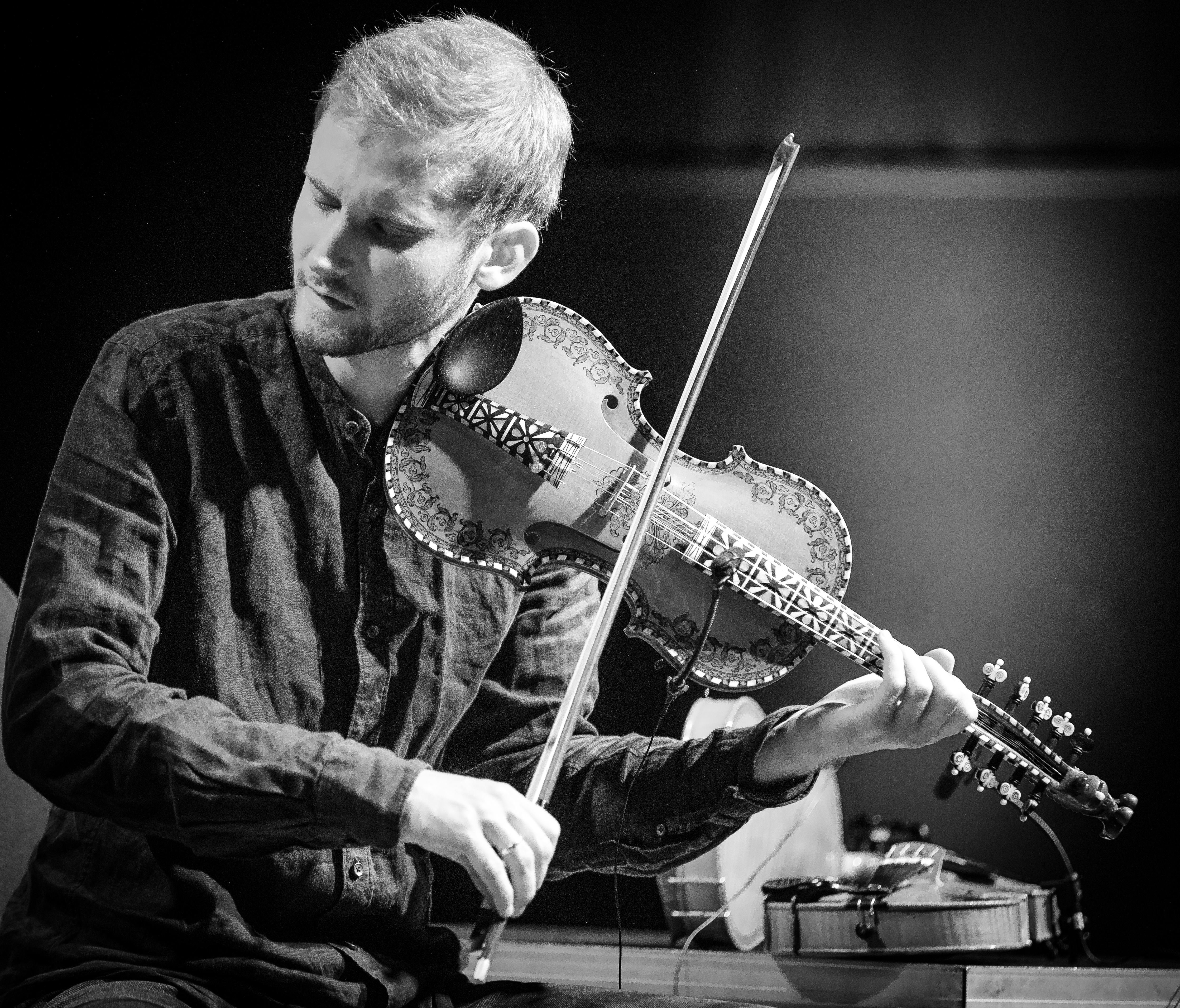
Erlend Apneseth (2018).

Erlend Apneseth (* 11. August 1990) ist ein norwegischer Musiker. Er spielt die Hardangerfiedel.

## Leben und Wirken
Apneseth gilt als einer der wichtigsten Hardangerfiedel-Spieler in Norwegen. In seiner Musik verbindet er norwegische Volksmusik mit Jazz und zeitgenössischer Musik. Er studierte an der Ole Bull Academiet in Voss bei Håkon Høgemo.
2013 erschien sein von Arve Henriksen produziertes Debüt-Album Blikkspor. Im Erlend Apneseth Trio spielt er zusammen mit Øyvind Hegg-Lunde und Stephan Meidell. 2016 erhielt das Trio für das Album Det Andre Rommet den Folkelarmprisen 2016. Außerdem war das Album in der „Offenen Klasse“ für den Spellemannprisen nominiert. Mit Hegg-Lunde spielte er auch in Building Instrument und Strings & Timpani zusammen.

## Diskografische Hinweise
- Blikkspor (2013, Heilo)

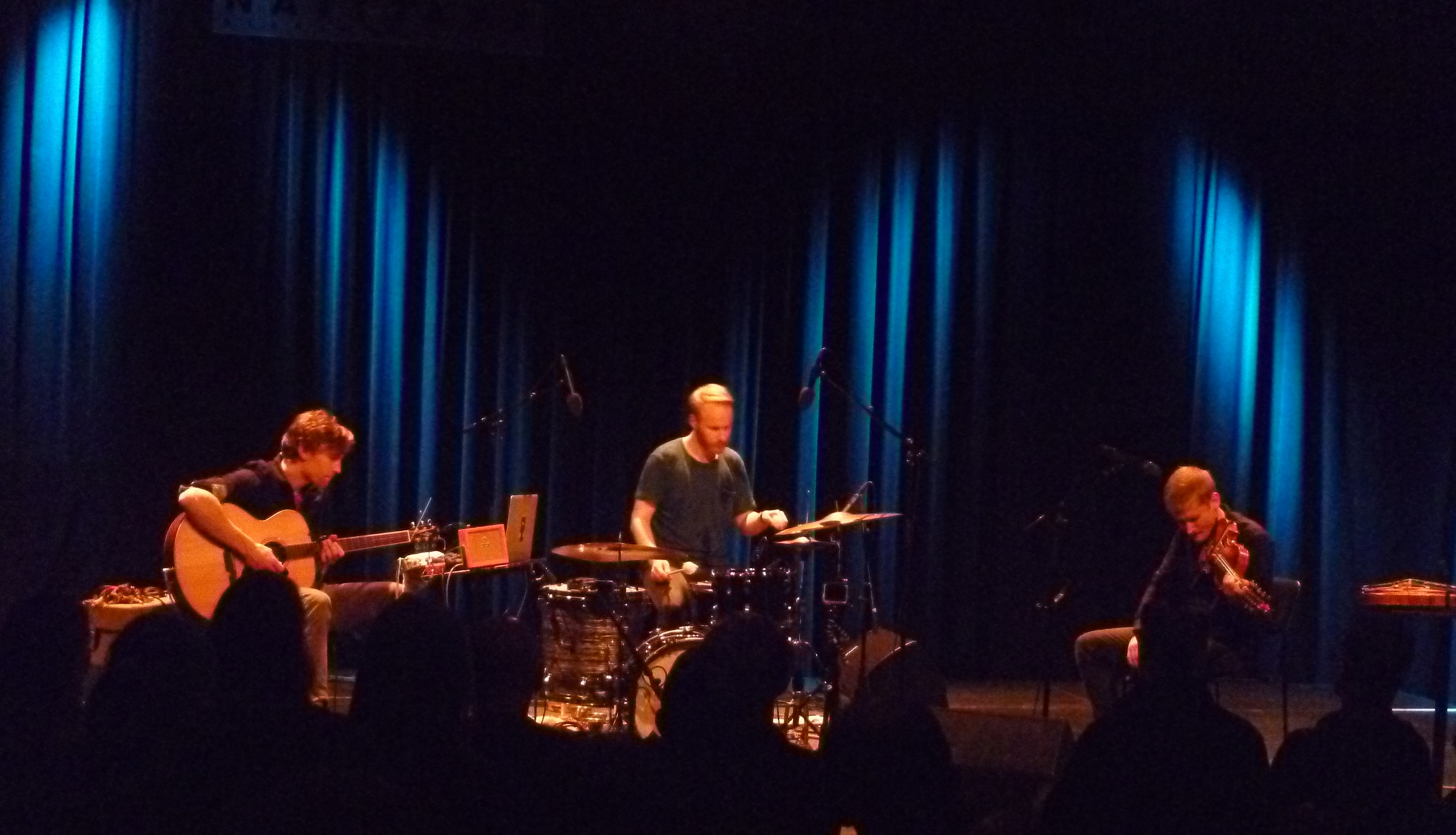
Erlend Apneseth Trio beim Nattjazz-Festival 2016.

- Det Andre Rommet (mit dem Erlend Apneseth Trio; 2016, Hubro)
- Kem Som Kan Å Leve (mit Building Instrument; Hubro, 2016)
- Hyphen (mit Strings & Timpani; Hubro, 2016)
- Nottsongar (2017, Heilo)
- Åra (Erlend Apneseth Trio; 2017, Hubro)
- Salika, Molika (Erlend Apneseth Trio mit Frode Haltli; 2019, Hubro)
- Fragmentarium (2020, Hubro)
- Lokk (Erlend Apneseth Trio; 2021, Hubro)
- Nova (2022, Hubro)
- Collage (Erlend Apneseth Trio mit Maja S. K. Ratkje; 2023, Hubro)